# Kravany (okres Poprad)
Kravany (Hongaars: Erzsébetháza Duits: Kuhschwanz) is een Slowaakse gemeente in de regio Prešov, en maakt deel uit van het district Poprad.
Kravany telt 842 inwoners.